# Extrusión fetal post mortem
La extrusión fetal post mórtem es la expulsión de un feto no viable a través de la abertura vaginal del cuerpo en descomposición de una mujer embarazada fallecida como resultado de la presión creciente de los gases intraabdominales. Este tipo de nacimiento post mortem ocurre muy raramente durante la descomposición de un cuerpo. La práctica de la preservación química, mediante la cual se bombean conservantes químicos y soluciones desinfectantes al cuerpo para reemplazar los fluidos corporales naturales (y las bacterias que residen en ellos), ha hecho que la ocurrencia de la extrusión fetal post mortem sea tan rara que el tema rara vez se menciona en discurso médico.
Por lo general, durante la descomposición de un cuerpo humano, las bacterias que se encuentran naturalmente en los órganos de la cavidad abdominal (como el estómago y los intestinos) generan gases como subproductos del metabolismo, lo que hace que el cuerpo se hinche. En algunos casos, la presión confinada de los gases puede apretar el útero (la matriz), incluso forzarlo hacia abajo, y puede voltearse y salir del cuerpo a través de la abertura vaginal (un proceso llamado prolapso). Si un feto está contenido dentro del útero, podría ser expulsado del cuerpo de la madre a través de la abertura vaginal cuando el útero se voltea al revés, en un proceso que, en apariencia, imita el parto. Las principales diferencias radican en el estado de la madre y el feto y el mecanismo del parto: en el caso de un parto natural vivo, las contracciones de la madre adelgazan y acortan el cuello uterino para expulsar al bebé del útero; en un caso de extrusión fetal post mortem, la presión de gas acumulado dentro del cuerpo putrefacto de una mujer embarazada empuja al feto muerto fuera del cuerpo de la madre.
Las autoridades médicas han registrado casos desde el siglo XVI, aunque algunos casos arqueológicos proporcionan evidencia de su aparición en muchos períodos de la historia humana. Si bien los casos de expulsión fetal post mortem siempre han sido raros, el fenómeno se ha registrado en circunstancias dispares y ocasionalmente se observa en un contexto forense moderno cuando el cuerpo de una mujer embarazada permanece inalterado y sin descubrir durante algún tiempo después de la muerte. También hay casos en los que un feto puede separarse del cuerpo de la mujer embarazada en el momento de la muerte o durante la descomposición, aunque debido a que esos casos no son consistentes con los procesos descritos aquí, no se consideran casos reales de extrusión fetal post mortem.

## Proceso
La causa de la extrusión fetal post mortem no se comprende completamente, ya que el evento no es predecible ni replicable en condiciones experimentales. La evidencia se ha acumulado de manera oportunista y la observación directa es serendípica. Si bien es posible que más de una causa pueda producir el mismo resultado, existe una hipótesis aceptada, basada en investigaciones establecidas en los campos de la bioquímica y la tafonomía forense, y con el apoyo adicional de la investigación observacional, que explica los mecanismos tafonómicos que darían lugar a los casos más frecuentes de extrusión post mortem de un feto no viable.
Durante la putrefacción, también conocida como la «etapa de hinchazón» de la descomposición, las bacterias anaeróbicas en el tracto gastrointestinal liberan gases como el dióxido de carbono, el metano y el sulfuro de hidrógeno como resultado de la actividad metabólica. Las exoenzimas bacterianas debilitan los tejidos y el aumento de la presión obliga a los gases a entrar en otros tejidos donde entran en el sistema circulatorio y se diseminan a otras partes del cuerpo, lo que hace que el cuerpo se hinche. Estos procesos debilitan la integridad estructural de los órganos al separar las capas de tejido necrotizante. La hinchazón generalmente comienza de dos a cinco días después de la muerte, dependiendo de la temperatura externa, la humedad y otras condiciones ambientales. A medida que aumenta el volumen del gas, la presión comienza a forzar a varios fluidos corporales a exudar de todos los orificios naturales. En este punto, las membranas amnióticas se separan y estiran, y en la presión de gas intraabdominal puede forzar el prolapso y la eversión del útero, lo que resulta en la expulsión del feto a través del canal vaginal. A medida que aumenta el volumen del gas, la presión comienza a forzar a varios fluidos corporales a exudar de todos los orificios naturales. En este punto, las membranas amnióticas se separan y estiran, y en la presión de gas intraabdominal puede forzar el prolapso y la eversión del útero, lo que resulta en la expulsión del feto a través del canal vaginal.

## Historia
Se han descrito numerosos casos documentados de extrusión fetal post mortem en el compendio médico Anomalies and Curiosities of Medicine, publicado por primera vez en el año 1896.
El caso más temprano presentado ocurrió en el año 1551 cuando una mujer embarazada fue juzgada y ahorcada por los tribunales de la Inquisición española.
Cuatro horas después de su muerte, y mientras que el cuerpo todavía estaba colgado del cuello, se vieron caer a dos bebés muertos, separándose del mismo.
Esto es poco corriente, dado el poco tiempo transcurrido entre la muerte y el alumbramiento post mortem.
Dado que no se tiene más información sobre otras circunstancias ambientales, no está claro si se aceleró el comienzo de la putrefacción, o si hubo otros factores casuales involucrados.
En la ciudad de Bruselas, en 1633, una mujer murió de convulsiones y tres días después expulsó de forma espontánea un feto.
En Weinfelden, en el año 1861, se pudo observar una extrusión fetal post mortem sesenta horas después de la muerte de una mujer embarazada.
Se mencionan otros casos, aunque sólo en unos pocos se describe el descubrimiento inesperado de restos fetales tras la exhumación.
La mayor parte de los casos ocurrieron antes del entierro; en algunos de éstos, el cuerpo estaba en el féretro mientras que en otros casos el cuerpo todavía estaba en su lecho de muerte o en un féretro.
A finales del siglo XIX se desarrollaron técnicas más modernas de embalsamamiento, por las cuales se inyectan conservantes y desinfectantes químicos dentro de un cuerpo (como por ejemplo formaldehído), purgando los fluidos naturales del cuerpo, y con ellos las bacterias presentes durante la putrefacción y que generan los gases que son responsables de la expulsión del feto.
A pesar de ello, la ciencia médica todavía reconocía este fenómeno y en 1904, John Whitridge Williams escribió un manual sobre medicina tocológica que incluía una sección sobre la extrusión fetal post mortem.
Aunque el texto todavía es un referente importante en tocología, la "extrusión fetal post mortem", fue excluida de su 13a edición en el año 1966, y no fue mencionado en la edición publicada en 2009.
El tema fue debatido en la literatura médica alemana durante el siglo XX, aunque recientemente se han publicado reportes de casos más detallados en la literatura forense.
En 2005, se descubrió el cuerpo de una mujer de 34 años, embarazada de ocho meses, en su apartamento en Hamburgo (Alemania).
El cuerpo estaba hinchado y descolorido y, tras un examen inicial, se descubrió que la cabeza del feto había aparecido en la apertura vaginal. Durante la autopsia, los médicos forenses descubrieron que habían sobresalido tanto la cabeza como los hombros del feto, y concluyeron que se trataba de un caso de extrusión fetal post mortem todavía en progreso.
La mujer, que ya había dado a luz en dos ocasiones anteriores, murió de una sobredosis de heroína.
El caso fue insólito y fortuito, ya que fue el primer caso moderno en el cual los profesionales médicos fueron capaces de documentar un caso de extrusión fetal post mortem en progreso.
En 2008, se descubrió el cuerpo de una mujer de 38 años, embarazada de siete meses, en un campo abierto cuatro días después de haber desaparecido de su domicilio en Panamá.
Se le había puesto una bolsa de plástico en la cabeza, y la habían amordazado; y se determinó que el caso fue un homicidio.
El cuerpo estaba hinchado y muy descolorido, ya que había estado sometido al calor tropical y a una humedad elevada. Durante la autopsia, se descubrieron los restos del feto en la ropa interior de la mujer.
Aunque el feto estaba en un estado de descomposición parecido, el cordón umbilical estaba intacto y todavía unido a la placenta dentro del útero.
Este fue el primer caso forénsico en el cual se pudo concluir que había ocurrido una extrusión fetal post mortem debido a la posición de los cuerpos y en la evidente unión entre el cordón umbilical y la placenta, que no había sido expulsada del útero.
En 2019, los informes de las autopsias en el caso de los homicidios de la familia Watts en agosto de 2018 revelaron el hallazgo del cuerpo de Shanann Watts (que había estado embarazada de 15 semanas en el momento de su asesinato) en una tumba de poca profundidad; y que el feto había sido expulsado de su cuerpo, junto con la placenta y el cordón umbilical.

### Bioarqueología
Cuando un cuerpo ha experimentado una esqueletización completa, puede ser muy difícil identificar una extrusión fetal post mortem, y los bioarqueólogos tienen que ser muy cautelosos al afirmar que este fenómeno realmente ha ocurrido.
Existen muchas razones culturales por las que una madre y su bebé podrían haber sido enterrados juntos, así que el hecho de encontrar juntos restos neonatales y el cuerpo de una mujer adulta no sirve siempre como evidencia de que se ha producido una extrusión fetal post mortem; sin embargo, se han excavado sepulturas en las cuales la posición de un conjunto de restos fetales en relación con los de una mujer adulta apoyan esta hipótesis.
Hay una serie de reglas generales cuando un arqueólogo está examinando la ubicación del feto y de la adulta:
1. Si los restos fetales fueron encontrados en posición fetal, y están completamente en el interior de la cavidad pélvica de la mujer adulta, significa que el feto murió y fue enterrado antes del parto. Por tanto, la mujer embarazada puede haber muerto debido a complicaciones durante el parto.
2. Si el bebé fue encontrado al lado de la mujer, con la cabeza en la misma dirección que la de la adulta, entonces el bebé murió alrededor de la hora del nacimiento, que pudo haber sido de forma natural o por cesárea, y después de eso fue enterrado.
  1. También ha habido casos de bebés que, después de nacer, fueron enterrados entre (o al lado de) las tibias, pero aun así en estos casos el bebé está orientado en la misma dirección que la adulta.
  2. Si la mayor parte de los restos fetales se encuentran en la cavidad pélvica de la adulta, pero las piernas están extendidas y/o el cráneo yace entre las costillas, entonces el bebé podría haber nacido y haber sido colocado sobre el torso de la madre antes del entierro. Al esqueletizarse ambos cuerpos, los huesos del bebé se habrían asentado entre las costillas y las vértebras de la madre.
3. Si los restos fetales se encuentran completos, y en una posición inferior y alineados con la salida pélvica, con la cabeza orientada en sentido opuesto al de la madre (hacia los pies del féretro o de la tumba), entonces existe la posibilidad de que se haya producido una extrusión fetal post mortem.[21][23]
  1. Las pruebas de la extrusión fetal post mortem suelen ser menos ambiguas cuando se localizan los restos fetales en el interior de la salida pélvica de la mujer adulta, lo cual indicaría que se ha producido una extrusión parcial durante la descomposición.[24][25]

En el año 1975, durante la excavación de un cementerio medieval en Kings Worthy, Inglaterra, se informó la existencia de restos fetales en el interior del canal de parto del esqueleto de una mujer joven, con el cráneo del feto en el exterior de la salida pélvica y entre los dos fémures y los huesos de la pierna del feto claramente dentro de la cavidad pélvica.
Se han descrito otros casos de extrusión fetal post mortem en yacimientos arqueológicos, como en el año 1978 en un yacimiento neolítico en Alemania, en un yacimiento medieval en Dinamarca en 1982, y en 2009 en un yacimiento de la era primaria cristiana en Fingal, Irlanda.
También se describió una extrusión fetal post mortem en un episodio de 2011 del programa de la BBC History Cold Case, en el que se presenta los restos de una mujer y tres recién nacidos de la época romana descubiertos cerca de Baldock, Hertfordshire.
Se identificó otro caso en 2006 en un cementerio de peste negra en el siglo XIV en Génova, Italia.

## Casos falsos
Cuando el cuerpo de Laci Peterson se lavó en una costa cerca de la bahía de San Francisco en abril de 2003, algunos profesionales médicos especularon que una extrusión fetal post mortem puede haber sido la razón por la que el feto fue descubierto separado de su cuerpo. Más tarde, los médicos forenses concluyeron que mientras el cuerpo de Peterson estaba en la bahía, la piel de la cavidad abdominal se había roto debido a procesos de descomposición naturales. El agua de mar entró en la cavidad abdominal y lavó la mayor parte de los órganos internos, junto con el feto.